# Tagesanbruch Bibelstudien-Vereinigung

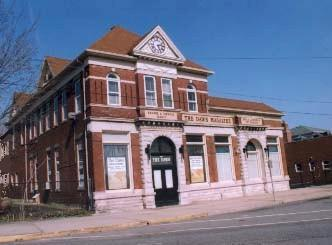
Tagesanbruch-Verlag in East Rutherford, New Jersey

Die Tagesanbruch Bibelstudien-Vereinigung (engl. Dawn Bible Students Association) ist eine christliche Glaubensgemeinschaft, die aus den Ernsten Bibelforschern hervorging und in unmittelbarer Verbindung mit dem Tagesanbruch-Verlag und dessen Zeitschrift Der Tagesanbruch steht. Ihr Hauptbüro ist in East Rutherford, New Jersey. Das deutsche Zweigbüro befindet sich in Ober-Ramstadt.

## Geschichte
Die Ernsten Bibelforscher entstanden aus der Bibelforscherbewegung, die gegen Ende des 19. Jahrhunderts von Pastor Charles Taze Russell gegründet wurde. Nach seinem Tod im Jahre 1916 entstand in dieser Bewegung eine Spaltung, die schließlich die Bildung verschiedener Gruppierungen hervorbrachte. Die Ernsten Bibelforscher folgten dabei den ursprünglichen Ansichten von Russell, während der größere Teil sich der von Joseph Franklin Rutherford geleiteten Wachtturm-Gesellschaft unterordnete. 1929 trennte sich in Pittsburgh die Bibelforscher-Versammlung von Rutherford und bemühte sich auf einem Wiedervereinigungstag im selben Jahr, die zerstreut lebenden Russellisten zusammenzuführen. Anfang 1930 begann eine ebenfalls seit längerem unabhängige Versammlung in Brooklyn, über einen örtlichen Sender Rundfunkprogramme auszustrahlen. Diese Sendungen hatten ein großes Echo und förderten die neuerliche Nachfrage nach Russell-Literatur.
Im Rahmen einer zweiten Wiedervereinigungstagung wurde die Vereinigung 1931 in New York City, nur wenige Häuserblocks von der Wachtturm-Gesellschaft entfernt, von der ansässigen Brooklyner Bibelforschergemeinde gegründet. Dadurch wurden alle russellitischen Gruppen zu einer organisatorisch lockeren Gemeinschaft zusammengeschlossen. Zum gemeinsamen Rundfunkprogramm kam nun der neue Tagesanbruch-Verlag hinzu. Die Absicht der Gründung dieses Verlages war von Anfang an, das Schrifttum Russells wieder herauszugeben und zu verbreiten, da die Wachtturm-Gesellschaft deren Verbreitung ab 1928 einstellte. 
Durch die Rundfunkarbeit und die Zeitschrift breitete sich die Tagesanbruch-Gemeinschaft weltweit aus. In der Zeit des Nationalsozialismus war der Tagesanbruch verboten, und viele Anhänger kamen ins KZ. Auch in der DDR war der Tagesanbruch verboten. Als der Verlag ab 1944 von New York nach New Jersey wechselte, wurde daraus die Tagesanbruch Bibelstudien-Vereinigung (Dawn Bible Students Association). 
Bis heute werden von der Vereinigung „Die sechs Bände der Schriftstudien“, „Die Stiftshütte“, „Das Photo-Drama der Schöpfung“ und viele weitere Broschüren und Traktate herausgegeben. Unter anderem erscheint zweimonatlich die Zeitschrift Der Tagesanbruch. Des Weiteren werden auch Radio- und Fernsehprogramme produziert. 
Die Vereinigung arbeitet eng mit dem Pastoralen Bibel-Institut zusammen, um gemeinsam den Ernsten Bibelforschern auf der ganzen Welt christliche Literatur zur Verfügung zu stellen.
Die Organisation der Glaubensgemeinschaft ist klassisch kongregationalistisch mit großer Autonomie der einzelnen Versammlung, also der örtlichen Gemeinde, die ihre Leiter selbst wählt und ihre Belange ordnet. Die Zentrale in Rutherford, der auch der Tagesanbruch-Verlag angeschlossen ist, kann keinerlei Rechenschaft fordern. Der Vorstand dieser Zentrale wird alle Jahre neu besetzt. Die Leitung des Verlags liegt in der Hand eines dreiköpfigen Ausschusses, der jährlich neu gewählt wird.
Da die Tagesanbruch-Christen meistens auch einer älteren Kirche angehören, ist ihre Zahl schwer einzuschätzen. Für Deutschland ist Stand 1965 ein Mitgliederbestand von 1000 belegt. Weltweit wurde ihre Größe im Jahr 1970 auf 20.000 bis 30.000 Mitglieder geschätzt.

## Lehre
Der Tagesanbruch folgt weitgehend den Lehren Russells, insbesondere Band I bis IV seiner Schriftstudien. Demnach umfasst der göttliche Plan zur Rettung der Menschheit drei Zeitalter, nämlich das erste von Adams Schöpfung im Jahr 4128 v. Chr. bis zur Sintflut, das zweite von der Sintflut bis zum Beginn des Tausendjährigen Reiches im Jahr 1914 und schließlich das Tausendjährige Reich und die nachfolgende Ewigkeit. Dieser Plan wird mit zahlreichen apokalyptischen und biblisch errechneten Daten belegt. Der von Russell vorhergesagte Beginn des Tausendjährigen Reiches im Jahr 1914 wird als Vorhersage des Ersten Weltkrieges interpretiert, der den Sturz vieler Herrscherdynastien gebracht habe. Christus sei nur ein Geschöpf Gottes, ursprünglich ein Engel, der Mensch wurde und geistlich, nicht leiblich auferstand. Die Taufe wird entsprechend den Lehren Russells als Erwachsenentaufe durch Untertauchen ausgeübt. Das Abendmahl wird einmal im Jahr als Gedächtnismahl gefeiert.